# Torneo ATP de San Diego
El Torneo de San Diego es un torneo profesional de tenis que se disputó en pistas rápidas en San Diego en el Barnes Tennis Center. Formó parte del ATP Tour y se organizó principalmente debido a la cancelación de varios torneos durante la temporada 2021, debido a la pandemia de COVID-19.

## Resultados

#### Individual masculino
| Año  | Campeón           | Finalista      | Marcador |
| ---- | ----------------- | -------------- | -------- |
| 2021 | Casper Ruud       | Cameron Norrie | 6-0, 6-2 |
| 2022 | Brandon Nakashima | Marcos Giron   | 6-4, 6-4 |

#### Dobles masculino
| Año  | Campeones                         | Finalistas                | Marcador            |
| ---- | --------------------------------- | ------------------------- | ------------------- |
| 2021 | Joe Salisbury Neal Skupski        | John Peers Filip Polášek  | 7-6(2), 3-6, [10-5] |
| 2022 | Nathaniel Lammons Jackson Withrow | Jason Kubler Luke Saville | 7-6(5), 6-2         |